# مری-ان شزل
مری-ان شزل (فرانسوی: Marie-Anne Chazel‎؛ زادهٔ ۱۹ سپتامبر ۱۹۵۱) هنرپیشه، کارگردان فیلم و فیلم‌نامه‌نویس اهل فرانسه است.
از فیلم‌هایی که وی در آنها نقش داشته‌است می‌توان به معجون زمان، معجون زمان ۲، بال یا ران، معجون زمان ۴ و صلیب اشاره کرد.